# Adolfo Saldías
Adolfo Saldías (Buenos Aires, 6 de septiembre de 1849-La Paz, Bolivia 17 de octubre de 1914) fue un historiador, abogado, político, militar y diplomático argentino.

## Biografía
Se recibió de abogado en 1875 y realizó su tesis sobre el tema del Matrimonio civil. Comenzó a actuar en política a través del popular Partido Autonomista de Buenos Aires, liderado por Adolfo Alsina, enfrentado a Bartolomé Mitre, junto con Aristóbulo del Valle, Leandro Alem y Bernardo de Irigoyen, entre otras personalidades con las que formará en el futuro la Unión Cívica Radical.
Participó activamente en la Revolución del 90 y fue uno de los primeros en entrar al Parque de Artillería, junto a Leandro Alem, siendo detenido y desterrado a Uruguay. Fundador de la Unión Cívica Radical en 1891, volvió a ser parte de una insurrección armada en la Revolución de 1893, siendo nuevamente detenido, encarcelado en Ushuaia y nuevamente desterrado a Uruguay.
En 1898 fue Ministro de Obras Públicas de la Provincia de Buenos Aires y en 1902 vicegobernador de la misma provincia, acompañando a Marcelino Ugarte.
Fue un activo miembro de la masonería argentina. José María Rosa y Fermín Chávez reconocen en Saldías al precursor de la escuela revisionista. Escribió obras sobre la vida de Juan Manuel de Rosas y la Confederación Argentina, que aunque le ganaron prestigio intelectual y sus libros eran de los de mayores ventas, le granjeó el disfavor de la "intelectualidad" porteña. En 1881 publicó su primera versión de lo que en 1888 se convertiría en su obra maestra, Historia de la Confederación Argentina. Ingenuamente, se lo dedicó a Mitre y se lo envió para que lo juzgara. Mitre le respondió lapidariamente, condenando el trabajo, sus conclusiones y a su autor. Y la prensa ocultó el libro a conciencia, limitando enormemente su publicación. Como autor, fue prácticamente condenado a la muerte civil, ya que no fue comentado en la prensa, ni siquiera para condenarlo.

## Homenajes
Una estación de tren del ramal Belgrano Norte ubicada entre los barrios porteños de Recoleta y Palermo lo recuerda al llevar su nombre.

## Publicaciones
- Ensayo sobre la historia de la Constitución Argentina, 1878
- Historia de Rosas luego retitulada Historia de la Confederación Argentina, 1881/1883
- Bianchietto, 1896, (éxito editorial)
- La Evolución republicana durante la Revolución Argentina, 1906
- Papeles de Rozas, 2 Tomos (1906-1907)
- La Idea del Simbolismo Masónico,
- Buenos aires en el centenario de la revolución de mayo, un siglo de instituciones, 2 tomos (1910)